# 瓦莱拉格
瓦莱拉格（法語：Vallérargues，法語發音：[valeʁaʁɡ]）是法国加尔省的一个市镇，属于尼姆区。

## 地理
瓦莱拉格（44°7'54"N, 4°21'6"E）面积12.73 平方千米，位于法国奧克西塔尼大區加尔省，该省份为法国南部沿海省份，南端濒地中海，北起顺时针与阿尔代什省、沃克吕兹省、罗讷河口省、埃罗省、阿韦龙省和洛泽尔省接壤。
与瓦莱拉格接壤的市镇（或旧市镇、城区）包括：贝尔韦泽、布凯、拉布吕吉耶尔、吕桑。

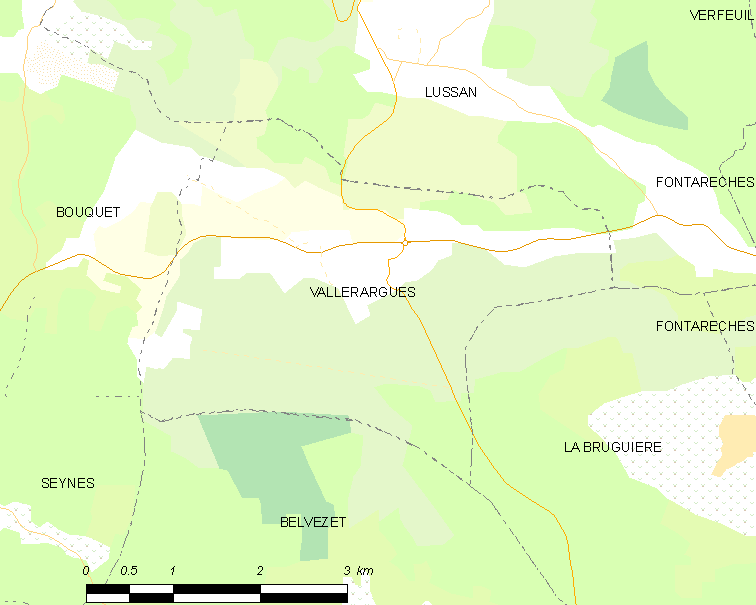
瓦莱拉格的OSM定位图

瓦莱拉格的时区为UTC+01:00、UTC+02:00（夏令时）。

## 行政
瓦莱拉格的邮政编码为30580，INSEE市镇编码为30338。

## 政治
瓦莱拉格所属的省级选区为阿莱斯第二县。

## 人口

1962-2008年间瓦莱拉格人口变化图示

瓦莱拉格于2022年1月1日时的人口数量为132人。